# Zuid-Soedanees voetbalelftal (mannen)
Het Zuid-Soedanees voetbalelftal is een team van voetballers dat Zuid-Soedan vertegenwoordigt bij internationale wedstrijden zoals CECAFA Cup en de (kwalificatie)wedstrijden voor het WK en het Afrikaans kampioenschap.
Op 10 februari 2012 werd Zuid-Soedan toegelaten als lid van de Afrikaanse voetbalconferedatie CAF en op 25 mei als lid van de FIFA.

## Wedstrijden
Het was oorspronkelijk de bedoeling dat ter opluistering van de onafhankelijkheidfeesten tegen het nationale elftal van Kenia gespeeld zou worden, maar uiteindelijk werd op 10 juli 2011 gespeeld tegen de Keniaanse landskampioen Tusker FC. Deze wedstrijd werd (na een 1-0-voorsprong) met 1-3 verloren. Op 10 augustus 2011 werd 1-1 gelijkgespeeld tegen het Oegandese Villa SC.
Zuid-Soedan zou haar eerste interland op 16 februari 2012 spelen tegen Oeganda. De wedstrijd werd in eerste instantie verplaatst naar 4 maart 2012 en later voor onbepaalde tijd uitgesteld. Uiteindelijk werd de wedstrijd gespeeld op 10 juli 2012 in de hoofdstad Djoeba, en eindigde in een 2-2-gelijkspel.

## Deelnames aan internationale toernooien

### Wereldkampioenschap
| Wereldkampioenschap | Wereldkampioenschap | Wereldkampioenschap | Wereldkampioenschap | Wereldkampioenschap | Wereldkampioenschap | Wereldkampioenschap | Wereldkampioenschap | Wereldkampioenschap |
| Jaar                | Ronde               | Wed.                | W                   | G                   | V                   | DV                  | DT                  |                     |
| ------------------- | ------------------- | ------------------- | ------------------- | ------------------- | ------------------- | ------------------- | ------------------- | ------------------- |
| 2018                | Niet gekwalificeerd | Niet gekwalificeerd | Niet gekwalificeerd | Niet gekwalificeerd | Niet gekwalificeerd | Niet gekwalificeerd | Niet gekwalificeerd |                     |
| 2022                | Niet gekwalificeerd | Niet gekwalificeerd | Niet gekwalificeerd | Niet gekwalificeerd | Niet gekwalificeerd | Niet gekwalificeerd | Niet gekwalificeerd | Niet gekwalificeerd |
| 2026                | kwalificatie        | kwalificatie        | kwalificatie        | kwalificatie        | kwalificatie        | kwalificatie        | kwalificatie        | kwalificatie        |

| Afrikaans kampioenschap | Afrikaans kampioenschap | Afrikaans kampioenschap | Afrikaans kampioenschap | Afrikaans kampioenschap | Afrikaans kampioenschap | Afrikaans kampioenschap | Afrikaans kampioenschap | Afrikaans kampioenschap |
| Jaar                    | Ronde                   | Wed.                    | W                       | G                       | V                       | DV                      | DT                      | Kwal                    |
| ----------------------- | ----------------------- | ----------------------- | ----------------------- | ----------------------- | ----------------------- | ----------------------- | ----------------------- | ----------------------- |
| 2015                    | Niet gekwalificeerd     | Niet gekwalificeerd     | Niet gekwalificeerd     | Niet gekwalificeerd     | Niet gekwalificeerd     | Niet gekwalificeerd     | Niet gekwalificeerd     |                         |
| 2017                    | Niet gekwalificeerd     | Niet gekwalificeerd     | Niet gekwalificeerd     | Niet gekwalificeerd     | Niet gekwalificeerd     | Niet gekwalificeerd     | Niet gekwalificeerd     |                         |
| 2019                    | Niet gekwalificeerd     | Niet gekwalificeerd     | Niet gekwalificeerd     | Niet gekwalificeerd     | Niet gekwalificeerd     | Niet gekwalificeerd     | Niet gekwalificeerd     | Niet gekwalificeerd     |
| 2021                    | Niet gekwalificeerd     | Niet gekwalificeerd     | Niet gekwalificeerd     | Niet gekwalificeerd     | Niet gekwalificeerd     | Niet gekwalificeerd     | Niet gekwalificeerd     | Niet gekwalificeerd     |
| 2023                    | Niet gekwalificeerd     | Niet gekwalificeerd     | Niet gekwalificeerd     | Niet gekwalificeerd     | Niet gekwalificeerd     | Niet gekwalificeerd     | Niet gekwalificeerd     | Niet gekwalificeerd     |
| 2025                    | Niet gekwalificeerd     | Niet gekwalificeerd     | Niet gekwalificeerd     | Niet gekwalificeerd     | Niet gekwalificeerd     | Niet gekwalificeerd     | Niet gekwalificeerd     | Niet gekwalificeerd     |

| African Championship of Nations overzicht | African Championship of Nations overzicht | African Championship of Nations overzicht | African Championship of Nations overzicht | African Championship of Nations overzicht | African Championship of Nations overzicht | African Championship of Nations overzicht | African Championship of Nations overzicht | African Championship of Nations overzicht |
| Jaar                                      | Ronde                                     | Wed.                                      | W                                         | G                                         | V                                         | DV                                        | DT                                        |                                           |
| ----------------------------------------- | ----------------------------------------- | ----------------------------------------- | ----------------------------------------- | ----------------------------------------- | ----------------------------------------- | ----------------------------------------- | ----------------------------------------- | ----------------------------------------- |
| 2009–2016                                 | Geen deelname                             | Geen deelname                             | Geen deelname                             | Geen deelname                             | Geen deelname                             | Geen deelname                             | Geen deelname                             | Geen deelname                             |
| 2018                                      | Niet gekwalificeerd                       | Niet gekwalificeerd                       | Niet gekwalificeerd                       | Niet gekwalificeerd                       | Niet gekwalificeerd                       | Niet gekwalificeerd                       | Niet gekwalificeerd                       | Niet gekwalificeerd                       |
| 2020                                      | Niet gekwalificeerd                       | Niet gekwalificeerd                       | Niet gekwalificeerd                       | Niet gekwalificeerd                       | Niet gekwalificeerd                       | Niet gekwalificeerd                       | Niet gekwalificeerd                       | Niet gekwalificeerd                       |
| 2022                                      | Niet gekwalificeerd                       | Niet gekwalificeerd                       | Niet gekwalificeerd                       | Niet gekwalificeerd                       | Niet gekwalificeerd                       | Niet gekwalificeerd                       | Niet gekwalificeerd                       | Niet gekwalificeerd                       |

### CECAFA Cup
| CECAFA Cup | CECAFA Cup    | CECAFA Cup    | CECAFA Cup    | CECAFA Cup    | CECAFA Cup    | CECAFA Cup    | CECAFA Cup    | CECAFA Cup    |
| Jaar       | Ronde         | Wed.          | W             | G             | V             | DV            | DT            |               |
| ---------- | ------------- | ------------- | ------------- | ------------- | ------------- | ------------- | ------------- | ------------- |
| 2012       | Groepsfase    | 3             | 0             | 0             | 3             | 0             | 7             |               |
| 2013       | Groepsfase    | 3             | 0             | 0             | 3             | 2             | 7             |               |
| 2015       | Kwartfinale   | 4             | 2             | 2             | 0             | 4             | 0             |               |
| 2017       | Groepsfase    | 3             | 0             | 1             | 2             | 1             | 8             |               |
| 2019       | Geen deelname | Geen deelname | Geen deelname | Geen deelname | Geen deelname | Geen deelname | Geen deelname | Geen deelname |

### FIFA Arab Cup
| FIFA Arab Cup overzicht | FIFA Arab Cup overzicht | FIFA Arab Cup overzicht | FIFA Arab Cup overzicht | FIFA Arab Cup overzicht | FIFA Arab Cup overzicht | FIFA Arab Cup overzicht | FIFA Arab Cup overzicht | FIFA Arab Cup overzicht |
| Jaar                    | Ronde                   | Wed.                    | W                       | G                       | V                       | DV                      | DT                      |                         |
| ----------------------- | ----------------------- | ----------------------- | ----------------------- | ----------------------- | ----------------------- | ----------------------- | ----------------------- | ----------------------- |
| 2021                    | Kwalificatieronde       | 1                       | 0                       | 0                       | 1                       | 0                       | 3                       |                         |

## FIFA-wereldranglijst[4]
| 2012 | 2013 | 2014 | 2015 | 2016 | 2017 | 2018 |
| ---- | ---- | ---- | ---- | ---- | ---- | ---- |
| 199  | 201  | 189  | 138  | 168  | 153  | 164  |

SSFA · Zuid-Soedanees vrouwenelftal
Interlands
Tegenstander:
Benin ·
Botswana ·
Burkina Faso ·
Burundi ·
Congo-Brazzaville ·
Congo-Kinshasa ·
Djibouti ·
Egypte ·
Equatoriaal-Guinea ·
Ethiopië ·
Gabon ·
Gambia ·
Jordanië ·
Kameroen ·
Kenia ·
Malawi ·
Mali ·
Mauritanië ·
Mozambique ·
Oeganda ·
Oezbekistan ·
Rwanda ·
Sao Tomé en Principe ·
Senegal ·
Seychellen ·
Soedan ·
Somalië ·
Togo ·
Zuid-Afrika